# Libranet
Libranet war eine Linux-Distribution, die auf Debian basierte. Sie war ein Produkt der in Vancouver, Kanada ansässigen Libra Computer Systems Ltd. Das Unternehmen entwickelte und verkaufte Unix-Systeme seit 1984. Eine erste Version von Libranet wurde im November 1999 auf debian.org durch den Firmeneigentümer vorgestellt. Die letzte Version wurde als Libranet 3.0 am 25. April 2005 freigegeben. Diese kostete um die 90 USD für neue Nutzer und 65 USD für diejenigen, die bereits eine Vorversion von Libranet nachweisen konnten. Die Vorgängerversion 2.8.1 stand ab dem Erscheinungstermin der Version 3.0 als Software zum kostenlosen Download bereit.
Nach dem plötzlichen Tod des Präsidenten und Gründers von Libranet, Jon Danzig am 3. Juni 2005 gab sein Sohn und Nachfolger Tal Danzig am 28. November 2005 bekannt, dass die Entwicklung von Libranet eingestellt wird.

## Produkt
Der Name stammt von „Libra Computer Systems“ (www.libra.com) ab. Libranet erhob den Anspruch besonders benutzerfreundlich, desktoptauglich und schnell zu sein, die nunmehr eingestellte Libranet-Website war unter www.libranet.com erreichbar. Libranet wollte damit die Features von klassischen Distributionen wie Debian und besonders einfachen wie SuSE oder Mandrake (jetzt Mandriva Linux) zusammenführen. Libranet ist noch Mitglied der DCC.
Ab Version 3.0 verfügt Libranet über eine grafische Installationsroutine und wird mit einer DVD oder 5 CD-ROMs ausgeliefert. Libranets Einstellungs-Tool heißt AdminMenu und ähnelt YaST von SuSE, verwendet aber das typische Debian-Format Deb für die Softwarepakete, die mittels APT, Synaptic oder Gnome-apt installiert werden können. Als Dateisysteme werden ext2, ext3, FAT32 und ReiserFS unterstützt. NTFS kann gelesen werden, der Schreibzugriff ist jedoch noch experimentell. Als Kernel kommt 2.6 zum Einsatz und als Benutzeroberflächen werden Gnome, KDE, IceWM, Xfce und Enlightenment eingerichtet. Ebenso integriert sind die Browser: Mozilla, Opera, Galeon und der Konqueror. WLAN wird erkannt und automatisch installiert. Als Hardwareunterstützung hat es IDE, SATA, SCSI, USB, FireWire (IEEE1394) und PCMCIA.

## Versionen
| Version | Datum             |
| ------- | ----------------- |
| 1.9     | 14. März 2001     |
| 2.0     | 6. Februar 2002   |
| 2.7     | 4. September 2002 |
| 2.8     | 1. Mai 2003       |
| 2.8.1   | 21. August 2003   |
| 3.0     | 18. April 2005    |